# Gasan
Gasan là một đô thị hạng 4 ở tỉnh Marinduque, Philippines. Theo điều tra dân số năm 2000 của Philipin, đô thị này có dân số 29.799 người trong 5.943 hộ.

## Các đơn vị hành chính
Gasan được chia ra 25 barangay.
| - Antipolo - Bachao Ibaba - Bachao Ilaya - Bacong-Bacong - Bahi - Bangbang - Banot - Banuyo - Bognuyan - Cabugao - Dawis - Dili - Libtangin | - Mahunig - Mangiliol - Masiga - Matandang Gasan - Pangi - Pinggan - Tabionan - Tapuyan - Tiguion - Barangay I - Barangay II - Barangay III |